# Procureur général de la république du Mexique

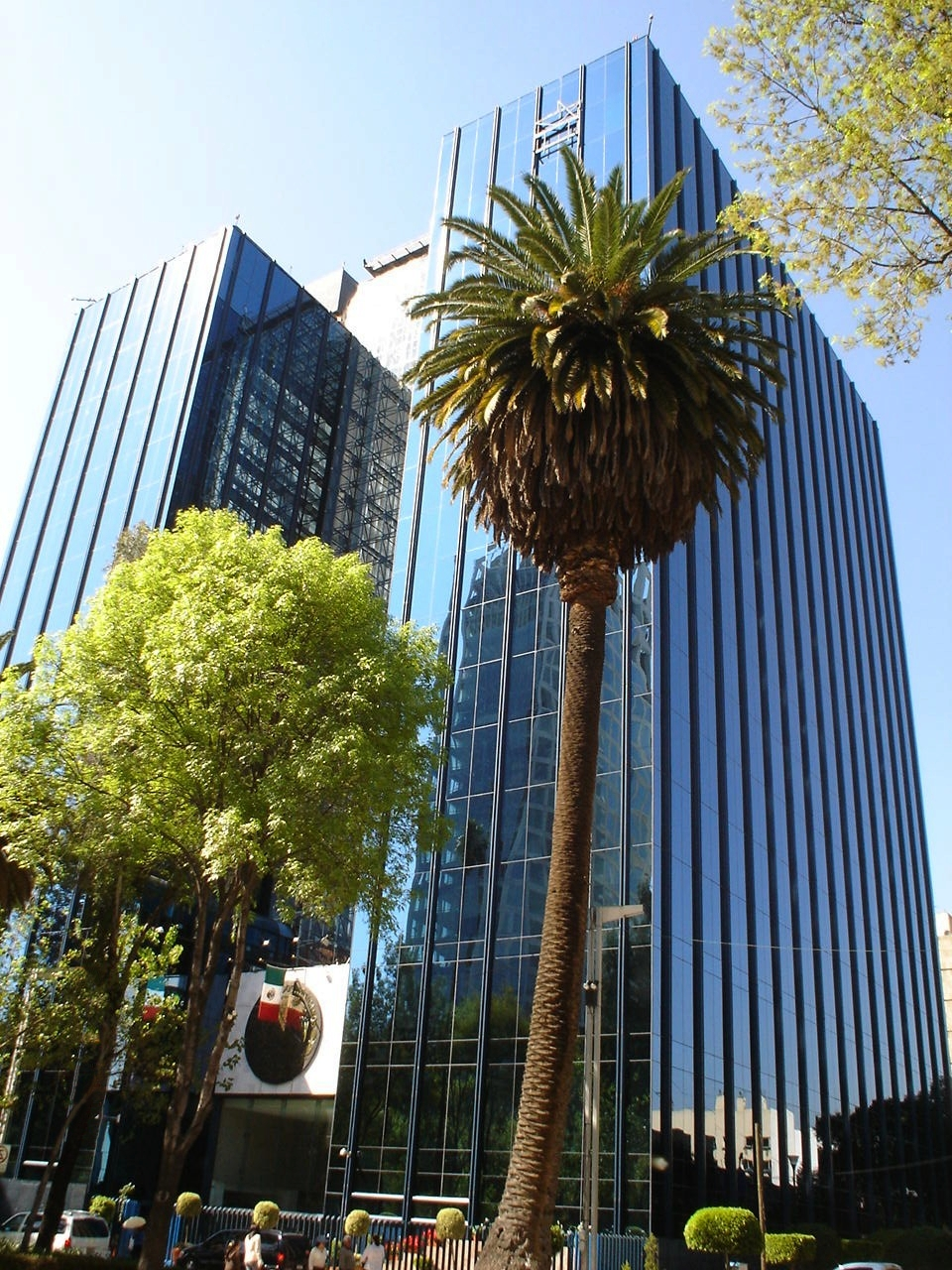
Immeuble du PGR à Mexico.

Le procureur général de la République était un des membres du cabinet présidentiel du Mexique, dont le Bureau (Procuraduría general de la República, abrégé en PGR), a existé de 1900 au 20 décembre 2018. Après cette date, l'entité est transformée en ministère public général de la République et placée hors du gouvernement.

## Liste des procureurs généraux
| - Gouvernement Porfirio Díaz - (1900 - 1911) : Rafael Rebollar - (1911 - 1913) : Manuel Castelazo Fuentes - (1913 - 1914) : Adolfo Valles Baca - (1914) : Francisco Modesto de Olaguíbel - (1914 - 1916) : Vicente Castro - (1916 - 1917) : Pascual Morales Molina - Gouvernement Venustiano Carranza - (1917-1918) : Pablo A. de la Garza - (1918 - 1920) : Carlos Salcedo - Gouvernement Adolfo de la Huerta - (1920 - 1920) : Eduardo Neri - Gouvernement Álvaro Obregón - (1920 - 1922) : Eduardo Neri - (1922 - 1924) : Eduardo Dulhemeau - Gouvernement Plutarco Elías Calles - (1924 - 1928) : Romeo Ortega - (1928 - 1928) : Ezequiel Padilla - Gouvernement Emilio Portes Gil - (1928 - 1930) : Enrique Medina - Gouvernement Pascual Ortiz Rubio - (1930 - 1932) : José Aguilar y Maya - Gouvernement Abelardo L. Rodríguez - (1932 - 1934) : Emilio Portes Gil - Gouvernement Lázaro Cárdenas del Río - (1934 - 1936) : Silvestre Castro - (1936 - 1937) : Ignacio García Téllez - (1937 - 1937) : Antonio Villalobos Maillard - (1937 - 1940) : Genaro V. Vásquez - Gouvernement Manuel Ávila Camacho - (1940 - 1946) : José Aguilar y Maya - Gouvernement Miguel Alemán - (1946 - 1952) : Francisco González de la Vega | - Gouvernement Adolfo Ruiz Cortines - (1952 - 1958) : Carlos Franco Sodi - Gouvernement Adolfo López Mateos - (1958 - 1962) : Fernando López Arias - (1962 - 1964) : Oscar Treviño Ríos - Gouvernement Gustavo Díaz Ordaz - (1964 - 1967) : Antonio Rocha Cordero - (1967 - 1970) : Julio Sánchez Vergas - Gouvernement Luis Echeverría - (1970 - 1971) : Julio Sánchez Vargas - (1971 - 1976) : Pedro Ojeda Paullada - Gouvernement José López Portillo - (1976 - 1982) : Oscar Flores Sánchez - Gouvernement Miguel de la Madrid - (1982 - 1988) : Sergio García Ramírez - Gouvernement Carlos Salinas de Gortari - (1988 - 1991) : Enrique Álvarez del Castillo - (1991 - 1993) : Ignacio Morales Lechuga - (1993 - 1994) : Jorge Carpizo McGregor - (1994) : Diego Valadés Ríos - (1994) : Humberto Benítez Treviño - Gouvernement Ernesto Zedillo - (1994 - 1996) : Antonio Lozano Gracia - (1996 - 2000) : Jorge Madrazo Cuéllar - Gouvernement Vicente Fox - (2000 - 2005) : Rafael Macedo de la Concha - (2005 - 2006) : Daniel Francisco Cabeza de Vaca - Gouvernement Felipe Calderón - (2006 - 2009) : Eduardo Medina Mora - (2009 - 2011) : Arturo Chávez Chávez - (2011 - 2012) : Marisela Morales Ibáñez - Gouvernement Enrique Peña Nieto - (2012 - 2015) : Jesús Murillo Karam - (2015 - 2016) : Arely Gómez González - (2016 - 2017) : Raúl Cervantes Andrade - (2017 - 2018) : Alberto Elías Beltrán - Gouvernement Andrés Manuel López Obrador - (2018) : Alejandro Gertz Manero |